# Herpetotherium
Genre
Espèces de rang inférieur
- † H. fugax  1873, espèce type
- † H. huntii  1991
- † H. merriami  1991
- † H. tabrumi  1991
- † H. valens  1991
- † H. youngi  1991

Herpetotherium est un genre fossile de Metatheria et membre de la famille des Herpetotheriidae. Les fossiles de se genre ont été retrouvé en Amérique du Nord, principalement aux États-Unis (en Californie, dans l'Oregon, au Texas, en Floride, au Montana, dans le Wyoming, dans le Colorado, dans le Nebraska, en Caroline du Nord et en Caroline du Sud) et au Canada dans la province du Saskatchewan. Les fossiles de se genre datent de l'Éocène et du Miocène. L'espèce la plus ancienne, H. knighti, est datée d'environ 50,3 millions d'années, et la plus récente, une espèce sans nom pour l'instant, pourrait avoir vécu il y a 15,97 millions d'années. Une analyse morphologique des marsupiaux et des Métathériens basaux menée en 2007 a révélé qu'Herpetotherium était le groupe frère des marsupiaux actuel d'Amérique. C'est le plus jeune Métathérien connu d'Amérique du Nord jusqu'à la migration de l'opossum de Virginie d'Amérique du Sud au cours des 2 derniers millions d'années.

## Description
Herpetotherium est reconnu depuis longtemps comme possédant une morphologie primitive par rapport aux autres marsupiaux. Par exemple, Henry Fairfield Osborn (1907, p. 111) pensait qu'il représentait une souche ancestrale des « types ultérieurs de marsupiaux carnivores et herbivores », et y voyait une preuve que des mammifères polyprotodontes de type opossum devaient avoir donné naissance à d'autres marsupiaux (Osborn, 1910, p. 154). Edward Leffingwell Troxell (1923) s'est fortement concentré sur les caractères mandibulaires d'Herpetotherium (bien qu'il parle spécifiquement d'H. marsupium, mais ceux-ci sont généralement vrais d'Herpetotherium) qu'il estimait être particulièrement comparables à Didelphis, tels que « (1) la canine forte, (2) la prémolaire antérieure faible, (3) la dominance du protocone dans les prémolaires, (4) la quatrième dent de la série molariforme, (5) la position du foramen mental sous cette dent, (6) la forme identique des molaires, (7) la rainure sur la mâchoire suggérant un angle infléchi », mais il a souligné plusieurs différences, telles que « (1) l'absence de diastèmes autour de la prémolaire antérieure, (2) la tendance du foramen mental vers l'avant au lieu de vers l'arrière, (3) l'angle infléchi, semblant commencer sous les molaires » (p. 510),,.

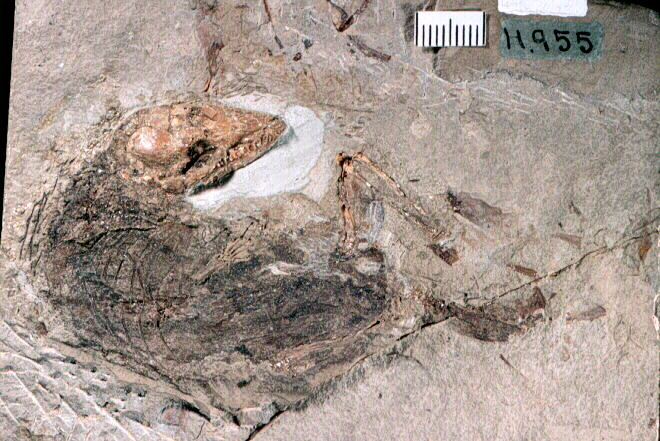
Restes fossiles dHerpetotherium cf. huntii.

Certains auteurs ont considéré les espèces assignées à Herpetotherium (par exemple, H. comstocki, H. marsupium et H. merriami) comme appartenant au genre africain et européen Peratherium sur la base de l'observation de Simpson selon laquelle « les molaires supérieures... concordent étroitement avec Peratherium, moins étroitement avec d'autres genres de didelphidés » et sur Cope lui-même reconnaissant « qu'il n'y a pas de distinction valable entre Herpetotherium et Peratherium » (Simpson, 1928, p. 6). Pourtant, d'autres auteurs ont continué à maintenir la séparation générique pour Herpetotherium et continuent d'assigner de nouvelles espèces nord-américaines de marsupiaux herpétotherides à ce genre,,.

## Liste des espèces[9]
- H. fugax (syn. Didelphys pygmaea, H. scalare, H. tricuspis, Peratherium fugax) (type)
- H. huntii
- H. knighti (syn. Centracodon delicatus, Entomacodon minutus, Peratherium morrisi)
- H. marsupium Troxell, 1923, p. 508 (syn. Peratherium marsupium d'après Simpson, 1928)
- H. merriami (Stock et Furlong, 1922, originellement nommé Peratherium)
- H. tabrumi Korth, 2018
- H. valens (syn. Peratherium donahoei)
- H. youngi (syn. Peratherium spindleri)